# Withybrook
Withybrook är en ort och civil parish i Storbritannien.   Den ligger i grevskapet Warwickshire och riksdelen England, i den södra delen av landet, 130 km nordväst om huvudstaden London. Withybrook ligger 97 meter över havet och antalet invånare är 232.
Terrängen runt Withybrook är platt. Runt Withybrook är det ganska tätbefolkat, med 248 invånare per kvadratkilometer. Närmaste större samhälle är Coventry, 11,4 km sydväst om Withybrook. Trakten runt Withybrook består till största delen av jordbruksmark.